# Dyops subdifferens
Dyops subdifferens är en fjärilsart som beskrevs av William Schaus 1911. Dyops subdifferens ingår i släktet Dyops och familjen nattflyn. Inga underarter finns listade i Catalogue of Life.